# Ligier
A Ligier francia autógyártó cég és volt Formula–1-es csapat, melyet a korábbi autóversenyző és rögbijátékos, Guy Ligier alapított.

## Története
A cég a Ligier JS2 sportautóval tört be az automobil üzletbe, amelyet a Citroën SM-ben is felhasznált Maserati V6 motorral szereltek fel. A Maserati V6 korszerű motor volt, és a JS2-t sokan találták jól megtervezett gépkocsinak, melynek hajtóerő-súly aránya igen kedvező. Az utolsó SM-eket szintén a Vichy-i Ligier gyárban készítették. Az 1973-as olajválság a JS2 piacának olyan csökkenését okozta, hogy a gyártás röviddel ezután meg is szűnt, és a cég mikroautók gyártására koncentrált, mint például a moped hajtású JS6-ra 1984-ben. A Ligier jelenlegi tulajdonosa a Piaggio.

## A Formula–1-ben

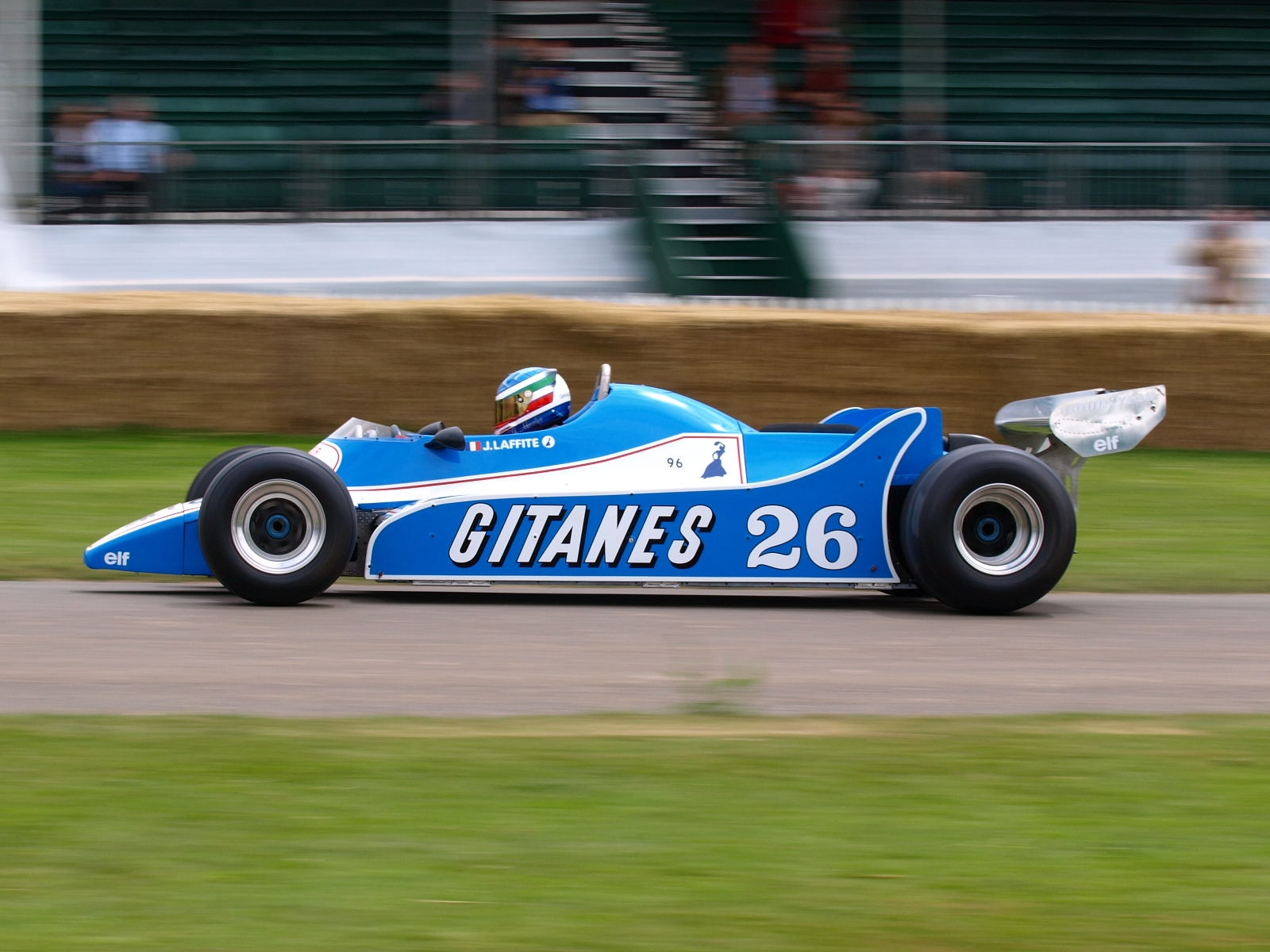
Az 1979-es autó, a JS11

A korábbi francia F1-es Matra csapat felszerelésének megszerzése után a Ligier belépett a Formula–1-be 1976-ban a Matra V12 motoros JS5-tel, majd 1977-ben már versenyt nyertek Jacques Laffite-tel. Ezt az első "teljesen" francia győzelemnek tekintik a Formula–1-es bajnokságban, mivel a kasztni, a motor és a versenyző is francia volt (bár a Goodyear gumiabroncs és a Hewland sebességváltó nem). A Matrával való együttműködés 1979-ben véget ért, ekkor megépítették a Cosworth motoros, wing-car koncepciójú JS11-et. Laffite megnyerte a bajnokság első két futamát. Ezt követően a Williams és a Ferrari hatékonyabb működésű autót épített, az évad második fele már nem volt olyan sikeres a franciák számára.
A JS11-nek és utódainak köszönhetően a Ligier az élmezőnybe tartozott az 1980-as évek elején. 1984-től a Renault-tól kaptak turbómotorokat és jelentős szponzoraik voltak (Gitanes, Loto és elf) ennek ellenére már nem voltak olyan sikeresek, mint korábban. A Renault 1986-ban kiszállt a sportágból, a Ligier motorszállító nélkül maradt. René Arnoux heves kritikáját követően felbontották az Alfa Romeóval kötött szerződést. A csapat autóit 1986-ban és ezt követően BMW (Megatron néven), Judd, Cosworth és Lamborghini motorok hajtották.
A Ligier utolsó éveiben pénzhiánnyal küzdött, ennek ellenére meglehetősen versenyképes volt, ez minden bizonnyal köszönhető az aerodinamikai szakértő Frank Dernie-nek (aki a '70-es évek végén a Williamsnél dolgozott), és a fiatal mérnök Loïc Bigois-nak.
A csalódást keltő 1992-es év után Guy Ligier eladta csapatát, amelyre ezt követően fellendülés volt jellemző. A visszatérő Renault motorjaival a következő négy évben nyolc dobogós helyet szereztek, szemben az 1987 és 1992 közötti időszakkal, amikor egyszer állhatott pódiumra a csapat valamely versenyzője.
1996-ban a Mugen Honda-motoros JS43 jól kiegyensúlyozottra sikerült, Olivier Panis pedig az esős monacói nagydíjon nagy meglepetésre győzelmet aratott.
A csapatot a négyszeres világbajnok Alain Prost vette meg, 1997-től Prost Grand Prix néven indultak a versenyeken. A Prost GP a nagy francia vállalatok támogatásának ellenére nem volt sikeres és 2002-ben csődbe ment.
A Ligier autói hagyományosan a 25-ös és a 26-os rajtszámmal versenyeztek. Modellek nevei a JS betűkkel kezdődtek, ami Jo Schlesser nevére utal, aki az 1968-as francia nagydíjon szenvedett halálos balesetet.
A Ligier 1970 és 1975 között részt vett a Le Mans-i 24 órás autóversenyeken is.

### Formula–1-es eredmények

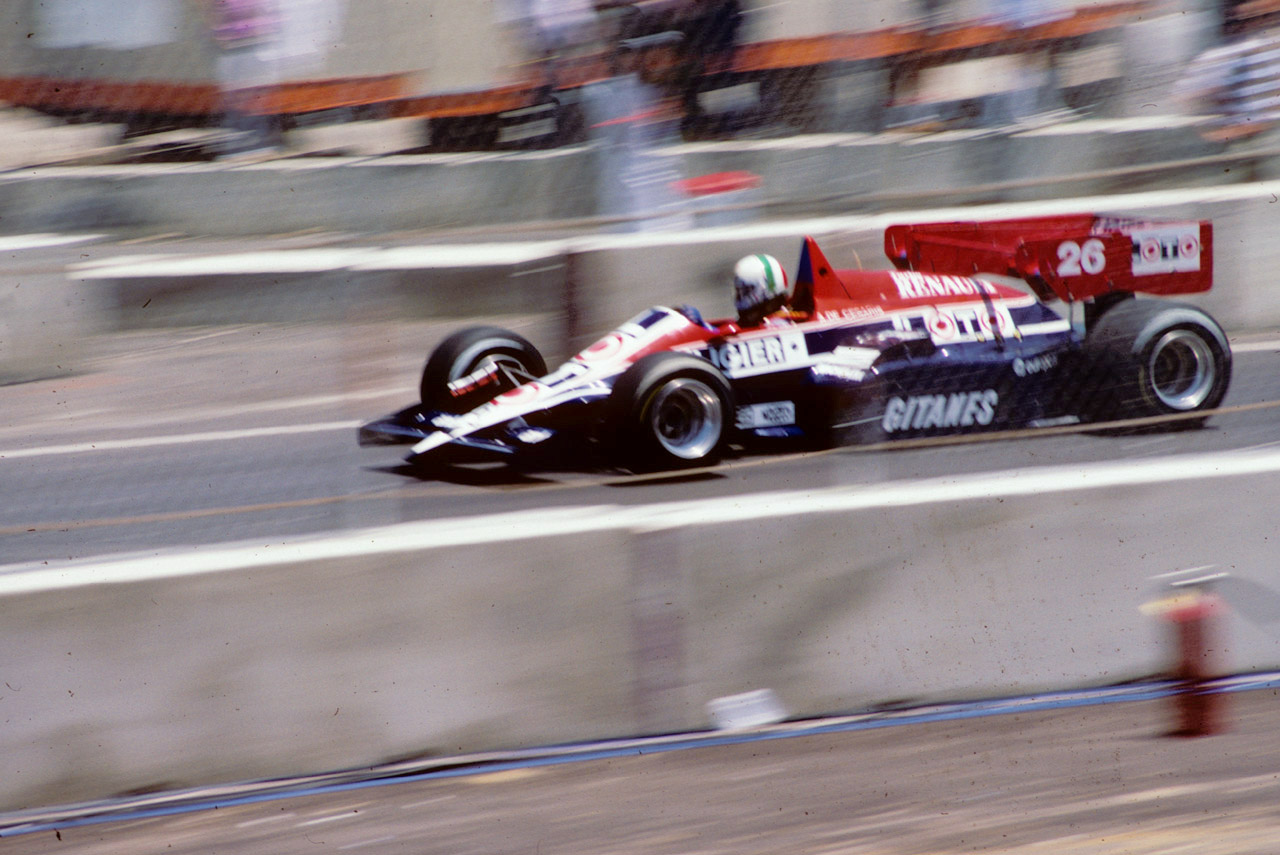
Andrea de Cesaris 1984-ben

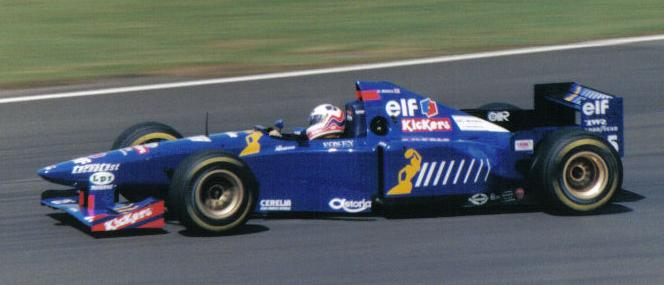
Martin Brundle 1995-ben

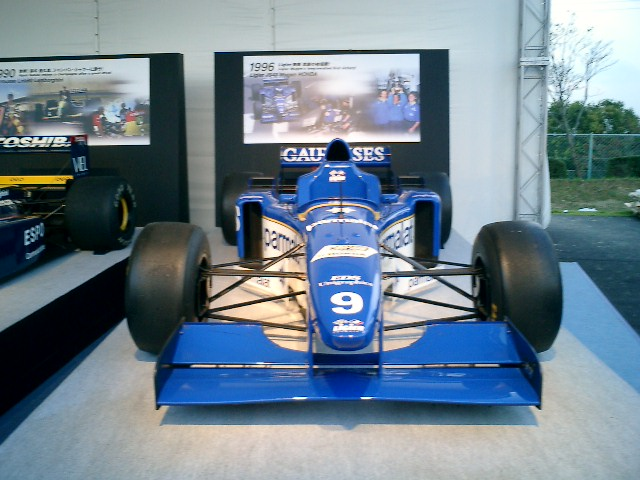
Az 1996-os JS43

Jelmagyarázat: G =Goodyear, M =Michelin, P =Pirelli
| Évad | Modell            | Gumi | Motor            | Versenyzők                                                              | Helyezés     |
| ---- | ----------------- | ---- | ---------------- | ----------------------------------------------------------------------- | ------------ |
| 1996 | JS43              | G    | Mugen-Honda V10  | Olivier Panis Pedro Diniz                                               | 6. (15 pont) |
| 1995 | JS41              | G    | Mugen-Honda V10  | Martin Brundle Szuzuki Aguri Olivier Panis                              | 5. (24 pont) |
| 1994 | JS39B             | G    | Renault V10      | Éric Bernard Johnny Herbert Franck Lagorce Olivier Panis                | 6. (13 pont) |
| 1993 | JS39              | G    | Renault V10      | Martin Brundle Mark Blundell                                            | 5. (23 pont) |
| 1992 | JS37              | G    | Renault V10      | Thierry Boutsen Érik Comas                                              | 7. (6 pont)  |
| 1991 | JS35, JS35B       | G    | Lamborghini V12  | Thierry Boutsen Érik Comas                                              | HN (0 pont)  |
| 1990 | JS33B             | G    | Ford V8          | Philippe Alliot Nicola Larini                                           | HN (0 pont)  |
| 1989 | JS33              | G    | Ford V8          | René Arnoux Olivier Grouillard                                          | 13. (3 pont) |
| 1988 | JS31              | G    | Judd V8          | René Arnoux Stefan Johansson                                            | HN (0 pont)  |
| 1987 | JS29B, JS29C      | G    | Megatron (turbó) | René Arnoux Piercarlo Ghinzani                                          | 11. (1 pont) |
| 1986 | JS27              | P    | Renault (turbó)  | René Arnoux Philippe Alliot Jacques Laffite                             | 5. (29 pont) |
| 1985 | JS25              | P    | Renault (turbó)  | Andrea de Cesaris Philippe Streiff Jacques Laffite                      | 6. (23 pont) |
| 1984 | JS23              | M    | Renault (turbó)  | François Hesnault Andrea de Cesaris                                     | 10. (3 pont) |
| 1983 | JS21              | M    | Ford V8          | Jean-Pierre Jarier Raul Boesel                                          | HN (0 pont)  |
| 1982 | JS17, JS17B, JS19 | M    | Matra V12        | Eddie Cheever Jacques Laffite                                           | 8. (20 pont) |
| 1981 | JS17              | M    | Matra V12        | Jean-Pierre Jarier Jean-Pierre Jabouille Patrick Tambay Jacques Laffite | 4. (44 pont) |
| 1980 | JS11/15           | G    | Ford V8          | Didier Pironi Jacques Laffite                                           | 2. (66 pont) |
| 1979 | JS11              | G    | Ford V8          | Patrick Depailler Jacky Ickx Jacques Laffite                            | 3. (61 pont) |
| 1978 | JS7, JS9          | G    | Matra V12        | Jacques Laffite                                                         | 6. (19 pont) |
| 1977 | JS7               | G    | Matra V12        | Jacques Laffite Jean-Pierre Jarier                                      | 8. (18 pont) |
| 1976 | JS5               | G    | Matra V12        | Jacques Laffite                                                         | 5. (20 pont) |

## Külső hivatkozások
- Statisztikák csapatról (németül)